# Cupa Feroviarilor Europeni
Cupa Feroviarilor Europeni sau Cupa Europeană a Căilor Ferate sau Cupa Uniunii Internaționale a Feroviarului Sportiv sau Cupa Uniunii Sportive Europene a Lucrătorilor Feroviari este un turneu internațional de fotbal defunct al cluburilor. 

## Istorie
Din 1947 până în 1958, în Cupa Europeană a Căilor Ferate au avut loc meciuri amicale de fotbal, între echipe naționale. Din sezonul 1959-1961  până în 1991 vor participa unele echipe de fotbal cu profil al organizației feroviar, susținute de ministrele transporturilor, ale diferitelor țări europene comuniste: (Bulgaria, România, URSS sau Cehoslovacia). Un sezon, (1959-1961), precum Cupa Orașelor Târguri, a durat câțiva ani. 
Prima echipă sovietică care a câștigat Cupa Uniunii Sportive Internaționale a Lucrătorilor Feroviari a fost Almaty „Kairat”. Pe drumul spre acest succes, clubul a învins Lokomotiv din Kosice (Cehoslovacia) - 4:1 acasă și 1:0 în deplasare. Apoi, la început, a pierdut acasă cu Slavia din Sofia (Bulgaria) - 1:3, dar a devansat-o în deplasare - 3:0 și a ajuns în finală, unde s-a întâlnit cu Rapid de la București (România). Prima întâlnire de la București s-a încheiat la egalitate - 1:1. În jocul retur din Alma-Ata „Kairat” cu o mulțime de 32 de mii de spectatori a câștigat cu scorul de 1:0.
Competiția a dispărut în 1991 odată cu căderea Uniunii Sovietice și a fost apoi recreată pentru o singură ediție în 2003. 
În 2015, la Soci, Cupa CFE a fost câștigată de echipa feroviară din Belarus.
În 2019, în Franța, jucătorii de la Gomel Lokomotiv au alcătuit complet echipa națională a Belarusului la Cupa Mondială victorioasă printre feroviari.

## Câștigători
| Ani       | Câștigători                 | Al doilea loc     | Scor         | Sursă |
| --------- | --------------------------- | ----------------- | ------------ | --- |
| 1947      | Iugoslavia                  | Ungaria           | 2 – 1        | |
| 1951      | Iugoslavia                  | Franța            | 7 – 0        | |
| 1953–1955 | Austria                     | Germania          | 3 – 2        | |
| 1956–1958 | Iugoslavia                  | Germania          | 2 – 2 1      | |
| 1959–1961 | Lokomotiv Sofia             | Rapid București   | 1 – 0        | Arhivat în 4 martie 2016, la Wayback Machine..php?news=426248 Arhivat în 25 martie 2014, la Wayback Machine. |
| 1962–1963 | Lokomotiv Sofia             | Lokomotiv Moscova | 3 – 0, 0 – 1 | Arhivat în 4 martie 2016, la Wayback Machine..php?news=426248 Arhivat în 25 martie 2014, la Wayback Machine. |
| 1966–1968 | Rapid București2            | Lokomotiv Sofia   | 3 – 1, 0 – 1 | |
| 1969–1971 | Kairat Almaty               | Rapid București   | 1 – 1, 1 – 0 | Arhivat în 3 decembrie 2013, la Wayback Machine.                                                             |
| 1974      | Lokomotiv Moscova           | Lokomotiv Sofia   |              | |
| 1976      | Lokomotiv Moscova           | Lokomotíva Košice | 5 – 1        | |
| 1979      | Lokomotiv Moscova           | Lokomotíva Košice |              | |
| 1983      | Lokomotiv Moscova           | Lokomotíva Košice |              | |
| 1987      | Lokomotiv Moscova           |                   |              | |
| 1991      | FC Lokomotiv Nijni Novgorod |                   |              | |
| 2003      | Lokomotiv Mezdra            |                   |              | %B0 |

Note:
- Nota 1: Victorie acordată Iugoslaviei care a avut mai multe lovituri de colț.
- Nota 2:  Rapid București a fost singura echipă românească care a câștigat Cupa Feroviarilor Europeni.

<ref>UEFA: Bayshakov emerges. Publicat: 12 iulie 2002 </ ref>

## Performanțe

### După club
| Club              | Câștigători | Pe locul doi | Sezoane câștigătoare         | Sezoanele ca finalistă |
| ----------------- | ----------- | ------------ | ---------------------------- | ---------------------- |
| Lokomotiv Moscova | 5           | 1            | 1974, 1976, 1979, 1983, 1987 | 1963                   |
| Lokomotiv Sofia   | 2           | 2            | 1961, 1963                   | 1968, 1974             |
| Rapid București   | 1           | 2            | 1968                         | 1961, 1971             |
| Lokomotiv Mezdra  | 1           | –            | 2003                         | –                      |
| Kairat Almaty     | 1           | –            | 1971                         | –                      |
| Lokomotíva Košice | –           | 3            | –                            | 1976, 1979, 1983       |